# Tmesipteris tannensis
Tmesipteris tannensis är en kärlväxtart som först beskrevs av Spreng., och fick sitt nu gällande namn av Johann Jakob Bernhardi. Tmesipteris tannensis ingår i släktet Tmesipteris och familjen Psilotaceae. Inga underarter finns listade i Catalogue of Life.